# 1/2 + 1/4 + 1/8 + 1/16 + ⋯

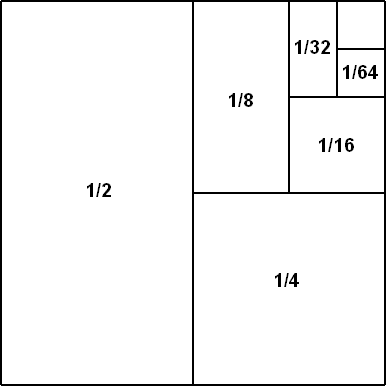
Sáu số đầu tiên được biểu diễn như các ô vuông trong hình.

Cấp số nhân trên đường số thực

Trong toán học, chuỗi 1/2 + 1/4 + 1/8 + 1/16 + ··· là ví dụ điển hình về việc một chuỗi cấp số nhân hội tụ tuyệt đối.  Tổng của chuỗi bằng một.
Nếu dùng ký hiệu phép lấy tổng, ta có thể viết như sau
{\displaystyle {\frac {1}{2}}+{\frac {1}{4}}+{\frac {1}{8}}+{\frac {1}{16}}+\cdots =\sum _{n=1}^{\infty }\left({\frac {1}{2}}\right)^{n}=1.}
Chuỗi số này có liên quan đến những câu hỏi triết học của đời xưa, đặc biệt là nghịch lý Zeno.

## Chứng minh
Như bất kỳ chuỗi vô hạn nào, tổng
{\displaystyle {\frac {1}{2}}+{\frac {1}{4}}+{\frac {1}{8}}+{\frac {1}{16}}+\cdots }
được định nghĩa là giới hạn của tổng của n số hạng đầu tiên
{\displaystyle s_{n}={\frac {1}{2}}+{\frac {1}{4}}+{\frac {1}{8}}+{\frac {1}{16}}+\cdots +{\frac {1}{2^{n-1}}}+{\frac {1}{2^{n}}}}
khi n chạy đến vô cực. 
Bằng nhiều cách, ta có thể chứng minh tổng hữu hạn trên bằng với
{\displaystyle s_{n}=1-{\frac {1}{2^{n}}}.}
Khi n chạy đến vô cực, giá trị {\displaystyle {\frac {1}{2^{n}}}} gần đến 0 và do đó, sn tiến đến 1.

## Lịch sử

### Nghịch lý của Zeno
Chuỗi thường được dùng để biểu diễn các Nghịch lý Zeno.  Ví dụ chẳng hạn, trong nghịch lý Achilles và con rùa, chiến binh Achilles phải chạy đua với một con rùa trên một đoạn đường dài 100 mét. Achilles chạy với vận tốc 10 m/s, trong khi con rùa chỉ chạy được 5 m/s. Tuy nhiên theo Zeno, con rùa sẽ thắng với lợi thế 10 mét. Achilles phải chạy 10 mét để bắt kịp con rùa, nhưng ngay khi đó con rùa đã di chuyển được 5 mét. Achilles sau đó bắt buộc phải chạy thêm 5 mét, trong khi con rùa đã chạy được thêm 2.5 mét, và tiếp tục như vậy. Zeno cho rằng con rùa luôn luôn dẫn trước Achilles.
Nghịch lý chia đôi cũng phát biểu rằng để di chuyển hết một khoảng cách nào đó, bạn phải đi một nửa của nó, rồi một nửa của phần còn lại và cứ tiếp tục như vậy, do đó có vô hạn khoảng thời gian di chuyển. Điều này có thể giải thích bằng cách để ý mỗi khoảng thời gian là một phần tử trong chuỗi hình học vô hạn, và sẽ hội tụ về một số.

### Con mắt của Horus
Các phần trong con mắt của Horus từng được cho là đại diện cho sáu giá trị tổng đầu tiên trong chuỗi.